# PXT1
PXT1 (англ. Peroxisomal, testis specific 1) – білок, який кодується однойменним геном, розташованим у людей на 6-й хромосомі. Довжина поліпептидного ланцюга білка становить 134 амінокислот, а молекулярна маса — 16 023.
| 10         |  | 20         |  | 30         |  | 40         |  | 50         |
| ---------- |  | ---------- |  | ---------- |  | ---------- |  | ---------- |
| MKKKHDGIVY |  | ETKEVLNPSP |  | KVTHCCKSLW |  | LKYSFQKAYM |  | TQLVSSQPVP |
| AMSRNPDHNL |  | LSQPKEHSIV |  | QKHHQEEIIH |  | KLAMQLRHIG |  | DNIDHRMVRE |
| DLQQDGRDAL |  | DHFVFFFFRR |  | VQVLLHFFWN |  | NHLL       |  |            |

A: Аланін

C: Цистеїн

D: Аспарагінова кислота

E: Глутамінова кислота

F: Фенілаланін

G: Гліцин

H: Гістидин

I: Ізолейцин

K: Лізин

L: Лейцин

M: Метіонін

N: Аспарагін

P: Пролін

Q: Глутамін

R: Аргінін

S: Серин

T: Треонін

V: Валін

W: Триптофан

Локалізований у пероксисомах.